# Éditions Nota bene
Nota bene est une maison d'édition québécoise située à Montréal, fondée en 1998 par Anne-Marie Guérineau et Denis LeBrun.

## Historique
Spécialisée dans l'édition d'ouvrages en études littéraires et en sciences humaines, elle est fondée en 1988 par Anne-Marie Guérineau et Denis LeBrun à Québec sous le nom Nuit blanche éditeur et est dirigée par Guy Champagne qui en devient copropriétaire avec Anne-Marie Guérineau en 1990, puis PDG en 1998. Les éditions prennent alors le nom d'Éditions Nota bene. 
En 2010, Nota bene achète les éditions Varia, alors dirigées par Guy Champagne et qui sont spécialisées dans l'édition d'ouvrages culturels, notamment musique, chanson, scène, ou encore patrimoine. Les éditions Nota bene sont maintenant dirigées par Étienne Beaulieu, tandis que Nicolas Lévesque dirige le groupe Nota bene,, c'est-à-dire la société mère.
En 2015, Nota bene achète les éditions Triptyque.

## Parmi les auteurs édités
- Marc Angenot
- Mathieu Arsenault
- Marie-Andrée Beaudet
- Étienne Beaulieu
- Nicole Brossard
- Simon Brousseau
- Terry Cochran
- Michel Freitag
- André Gaudreault
- Bertrand Gervais
- Simon Harel
- Robert Hébert
- Germain Lacasse
- Pierre-Luc Landry
- Georges Leroux
- Claude Lévesque
- Nicolas Lévesque
- Gilles Marcotte
- Catherine Mavrikakis
- Ginette Michaud
- Jean-Luc Nancy